# Dones de negre
Dones de Negre (anglès Women in black) és un moviment internacional de dones pacifistes. Va néixer a Israel el gener de 1988 fundat per la feminista, pacifista i activista lesbiana Hagar Rublev (1954-2000) per protestar contra l'ocupació i contra la violació dels drets humans de l'exèrcit israelià als Territoris Palestins.
El moviment es va estendre a Itàlia. Donne in Nero des d'octubre de 1988 es manifestaven davant l'ambaixada israeliana de Roma. Quan el 2 d'agost de 1990 va esclatar la Guerra del Golf al Congrés de l'associació de la pau celebrada l'octubre es va recuperar la proposta de manifestar-se vestides de negre. Des del 17 octubre de 1990, cada dimecres es manifestaven davant del parlament contra la guerra del Golf.
El 9 d'octubre de 1991 es va fundar Dones de Negre de Belgrad com a resposta a la Guerra dels Balcans. En 1993 comença a conformar-se la xarxa espanyola. A partir de 2002 l'associació de dones en dol simbòlic comença a afermar-se i a projectar-se en diferents països i xarxes socials com a opció pacifista i feminista que denuncia diverses injustícies relacionades amb els conflictes armats arreu del món. La xarxa internacional s'ha ocupat també especialment de la situació de les dones en Afganistan. En 2011 la XV Trobada Internacional de Dones de Negre es va celebrar a Colòmbia i en 2013 a Uruguai.

## Història

### Dones de Negre Israel
Al desembre de 1987 havia començat la Intifada. La primera manifestació de Dones de Negre a Israel va ser el 9 de gener de 1988, per la data d'aniversari de Hagar Rublev. Va convocar a un grup d'amigues activistes a manifestar-se a la cèntrica Plaça de París de Jerusalem Occidental.
Van decidir reunir-se cada setmana el divendres de 13.00 a 14.00 hores en el mateix punt de la plaça amb pancartes reclamant "Fi de l'Ocupació" interpelando a la sociedad israelí. El grup inicial de vuit dones va passar a un centenar el 8 de març, tres mesos després.

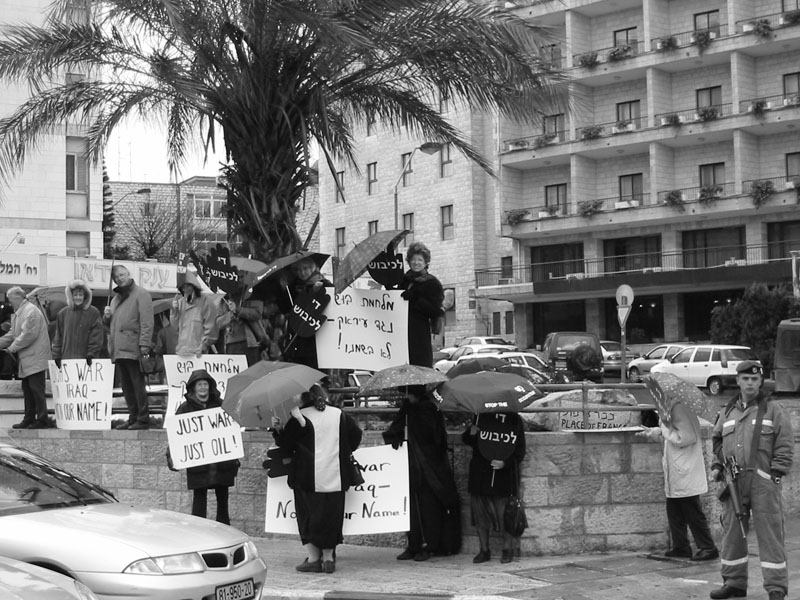
Plaça de París (Jerusalem), protesta contra l'ocupació i la guerra d'Iraq febrer de 2003

Van triar vestir-se d'un sol color com a efecte visual per cridar l'atenció a l'espai públic, el negre com a senyal de dol i manifestar-se en silenci. Al principi no tenien nom però en poc temps el negre va ser el seu senyal d'identitat. En els seus inicis amb freqüència eren insultades i agredides verbalment mentre estaven en silenci a la plaça.
| «                     | Potser una de les aportacions que ha fet Dones de Negre és plantejar la idea que les dones podrien manifestar-se, ser visible als carrers amb la seva opinió en temes polítics. No podíem creure que tots els dies matessin palestins... calia actuar des de l'interior de la societat israeliana i decidim fer manifestacions. No va ser fàcil, la reacció al carrer va ser molt hostil però les manifestacions es van convertir en grans demostracions i es van estendre a altres ciutats... i l'important és que cada dona en cada manifestació, a cada ciutat, decidia perquè, com, on volia manifestar-se.... | » |
| — Hagar Rublev (1999) | |   |

Dones de Negre d'Israel va ser el primer col·lectiu social a manifestar-se a Israel públicament contra la política d'ocupació dels territoris palestins per part del seu govern.

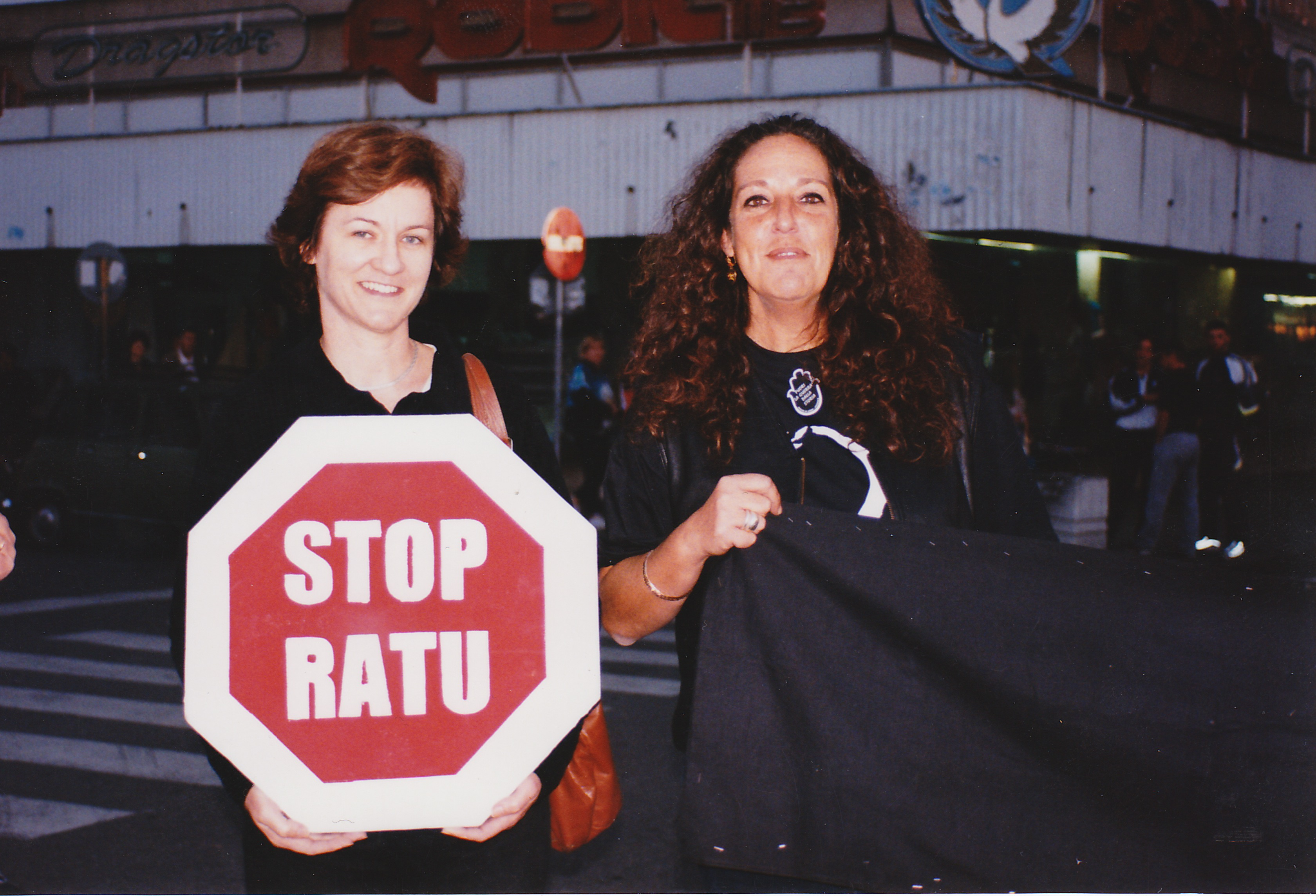
Hagar Roublev (a la dreta) amb una altra activista de Dones de Negre. Montenegro 1999

El grup no tenia una estructura jeràrquica formal i es prenien les decisions per consens. En una de les poques entrevistes de la fundadora de les quals hi ha constància, Rublev va destacar el fet que el grup inicial estava format per feministes lesbianes.
En 1989 es va organitzar en Brussel·les una reunió entre activistes pacifistes israelianes i palestines en la qual hi va participar Hagar Roublev.
El gener de 1990 amb el suport de les activistes italianes, liderades per la sindicalista i política Luisa Morgantini, Dones de Negre va coordinar amb les dones palestines una de les manifestacions conjuntes més importants que es van aconseguir en els anys de la primera Intifada.
Un dels moments més difícils per al moviment israelià va arribar en 1991 durant la Guerra del Golf. La pressió va ser tan dura que, va explicar Rublev fins i tot van deixar de manifestar-se durant diverses setmanes optant per reunir-se en un espai tancat i debatre la situació. Finalment van acordar tornar a sortir al carrer desafiant la por i la pressió, però en aquest moment el nombre de dones participants en la protesta va descendir.
Inicialment Dones de Negre es va manifestar contra l'ocupació israeliana i fins a quatre anys més tard, segons Hagar, no es va començar a parlar de pacifisme.

### Donne in Nero d'Itàlia
Les primeres trobades internacionals de Dones de Negre es van celebrar a Israel amb una participació massiva de dones del moviment pacifista italià. Elles van ser el nexe d'unió entre el moviment de Dones de Negre nascut en Israel i Dones de Negre de Belgrad amb Staša Zajović com a cofundadora i coordinadora. Luisa Morgantini, sindicalista, política diputada al Parlament Europeu i una de les líders del movimento Donne in Nero, va resultar clau en aquesta connexió. Per la primera protesta, segons Morgani elegiren l' Altare della Patria a Roma.

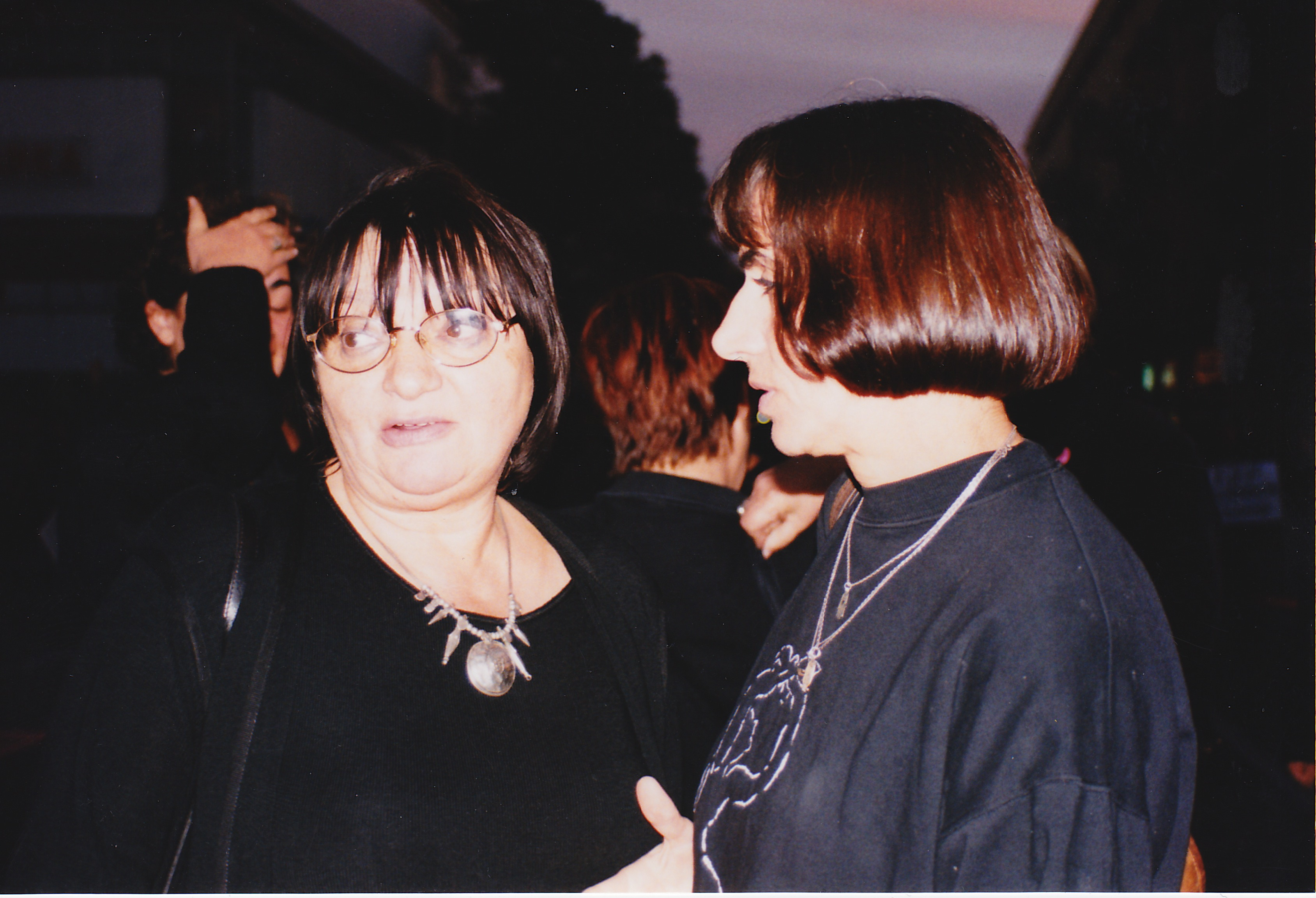
Luisa Morgantini i Staša Zajović. Montenegro Octubre 1999

La mobiliyzació sorgeix del Gruppo di donne per la pace creat en 1983. Des de 1986 Morganitini havia realitzat diversos viatges a Palestina. En el viatge de trobada amb les Dones de Negre israelianes van participar a més el Centre Documentazione di Bologna i un grup de Torí. La intifada va començar a finals de 1987. La vigília de les dones vestides de negre d'Israel a Jerusalem el gener de 1988. Des d'octubre d'aquest any les pacifistes italianes van decidir traslladar la mateixa protesta davant l'ambaixada israeliana a Roma. A l'octubre de 1990 poc després de l'inici de la Guerra del Golf en una trobada pacifista van recuperar aquesta fórmula de protesta. Cada dimecres davant del parlament italià.
En 1992 Dones de Negre de Venècia va organitzar les jornades "Dones contra la guerra en l'ex-Iugoslàvia" a la que van acudir una vintena de grups de diverses parts de la ex-Iugoslàvia així com una trentena d'activistes italianes. "En aquesta trobada es van evidenciar les contradiccions en les relacions entre les dones engendrades per la guerra respecte a conceptes de pàtria, nació o exèrcit... Es va fer obvi que la necessitat de la solidaritat entre dones no és una cosa donada perquè sí, sinó que suposa un desafiament que requereix crear, amb paciència i tenacitat els espais per afrontar aquestes qüestions tan complexes." Al final d'aquestes jornades, Dones de Negre de Belgrad va decidir organitzar les seves pròpies jornades, justament en l'estat que consideraven més responsable de les guerres a la regió.
Donne in Nero es va mobilitzar també especialment per la situació de les dones en Afganistan, en 2005 per reclamar l'alliberament de la periodista italiana Giuliana Sgrena segrestada a l'Iraq o en 2007 contra els feminicidis de Ciudad Juárez a Mèxic.

### Dones de Negre de Belgrad
El 9 d'octubre de 1991 es va fundar Dones de Negre de Belgrad seguint la proposta israeliana i l'experiència de les pacifistes italianes, liderat per Staša Zajović, feminista, pacifista i activista del moviment LGBT sèrbia. Denunciaven en primer lloc el militarisme de Milosevic i l'alt grau de militarització dels Balcans. El seu primer comunicat es tanca amb la frase: "Excloguem la guerra de la història i de les nostres vides".
El grup de Belgrad va aconseguir estendre's per l'antiga Iugoslàvia convertint-se en el nexe d'unió de les dones de Croàcia, Bòsnia i Kosovo. També va aconseguir organitzar deu trobades internacionals anuals mentre va durar la guerra a la zona i van estendre la xarxa de suport arreu del món.

### Dones de Negre a Espanya
La xarxa espanyola ha estat especialment activa des del naixement de Dones de Negre. El novembre de 1993, a Mèrida, es van organitzar unes jornades contra les guerres dels Balcans en les quals van participar 8 dones de negre de Belgrad i diverses espanyoles de diferents llocs, totes opositores a les guerres i sensibilitzades pel treball de les dones de Belgrad. Així van sorgir grups i col·lectius de suport a DdN de Belgrad, que van ser el germen dels actuals grups espanyols. Destaquen Dones de Negre de Madrid (1999), de Bilbao i de València.

### Dones de Negre de Colòmbia
Les dones d'Amèrica Llatina també prenen contacte amb el moviment i comencen a participar del mateix. En 1999 l'arquitecta i feminista boliviana Ximena Bedregal va participar en la Trobada internacional de Dones de Negre a Ulcinj (Montenegro) al que van assistir 260 activistes del moviment de dones per la pau a tot el món. on es va acordar que
| «                                                                                    | amb motiu del Dia Internacional dels Drets Humans, juntes, en silenci i vestides de negre, en diversos punts del planeta faríem visible la nostra indignació pels crims sobre les persones desaparegudes o segrestades arreu del món. Les nostres germanes de pau d'Amèrica Llatina reclamaran la veritat sobre les persones desaparegudes durant les dictadures militars a Guatemala, Xile, Colòmbia, Argentina, Bolívia... Igual que elles, nosaltres estem animades perquè els crims ja no són impunes. Ens unirem a les peticions d'extradició de tots els integrants de les dictadures militars d'Amèrica Llatina o d'on sigui. Té una importància enorme per a nosaltres perquè alimenta l'esperança que els dictadors en els balcanes seran jutjats, tant en els tribunals nacionals com en els internacionals... | » |
| — VIII Trobada Internacional de la Xarxa de Solidaritat entre Dones contra la guerra | |   |

L'agost del 2000 neix Dones de Negre Colòmbia articulat a la Xarxa Internacional en el marc de l'aliança entre la Ruta Pacífica de les Dones i l'Organització Femenina Popular del Magdalena Medio.

## Ideologia

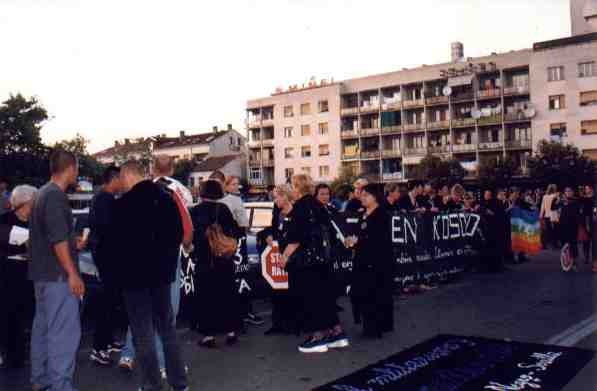
Vigília a Ulcinj (Montengro) 1999

L'objectiu del moviment internacional de Dones de Negre és crear espais per a les veus de dones contra la guerra, realitzant una resistència activa i no violenta contra la guerra, recuperar la memòria historia davant de l'oblit i construir xarxes de solidaritat internacional entre dones.
El moviment no considera que les dones són pacifistes per naturalesa. Recorda no obstant això que l'experiència de les guerres per a les dones és diferent a la dels homes perquè sovint es troben en situacions diferents. La cura recau habitualment sobre les dones. Totes les dones en la guerra temen la violència sexual. I dones són la majoria de refugiats.
Recolzen la participació de les dones en les negociacions de pau a nivell local, regional i global. Es declaren feministes, antimilitaristes i defensores a l'educació per a la pau i la no violència.

## Xarxa Internacional
És difícil conèixer el nombre concret de grups de Dones de Negre que existeixen en l'actualitat. La Xarxa reuneix a les dones de tots els països de la Exiugoslàvia, Europa, EUA, Amèrica Llatina, Àsia i Àfrica.
S'han creat grups en: l'Azerbaitjan, Austràlia, Alemanya, Àustria, Bòsnia-Hercegovina, Canadà, Xipre, Colòmbia, Croàcia, Dinamarca, Escòcia, Espanya, Filipines, França, Itàlia, Índia, Israel, Anglaterra, Indonèsia, Japó, Montenegro, Macedònia, Nepal, Palestina, Suïssa, Suècia, Sèrbia, Turquia, Uruguai i EUA (San Francisco, Nova York, Pórtland, Oregon, Arizona, Michigan), etc.
La comunicació entre els diversos grups de Dones de Negre es realitza a través de la xarxa informàtica i per les trobades internacionals celebrades cada dos anys.

## Trobades internacionals
Les primeres trobades internacionals de Dones de Negre es van realitzar en l'antiga Iugoslàvia i a partir del 2003 es van convocar en diferents països entre ells Itàlia, Israel, Espanya i Colòmbia. En 2013 la XVI Trobada Internacional de la Xarxa de Dones de Negre es va celebrar a Uruguai.
- Ira Trobada 1992 - Novi Sad, Vojvodina; organitzat per les DdN de Belgrad
- II 1993 - Novi Sad, Vojvodina; organitzat per les DdN de Belgrad
- III 1994 - Novi Sad, Vojvodina; organitzat per les DdN de Belgrad
- IV 1994-5 - Jerusalem; organitzat per la DdN d'Israel.
- V 1995 - Tresnjevac, Vojvodina; organitzat per les DdN de Belgrad
- VI 1996 - Novi Sad, Vojvodina; organitzat per les DdN de Belgrad
- VII 1997 - Novi Sad, Vojvodina; organitzat per les DdN de Belgrad
- VIII 1998 - Palic, Vojvodina; organitzat per les DdN de Belgrad
- IX en 1999 - Ulcinj, Montenegro; organitzat per les DdN de Belgrad
- X 2000 - Brussel·les, Bèlgica; organitzat per les DdN italianes[20]
- XI 2001 - Novi Sad, Vojvodina; organitzat per les DdN de Belgrad
- XII 2003 - Marina di Massa, Itàlia; organitzat per les DdN italianes
- XIII 2005 - Jerusalem; organitzat per les DdN de Israel en cooperació amb dones palestines
- XIV 2007 - València, Espanya, organitzat per les DdN d'Espanya.
- XV 2011 - Bogotà, Colòmbia, organitzat per les MdN de Colòmbia[10][16]
- XVI 2013 - Montevideo, Uruguai[21]

## Premis i reconeixements
- 2001 Millennium Peace Prize for Women atorgat per United Nations Development Fund for Women (UNIFEM)[22]
- 2001 el moviment internacional Dones de Negre representat per israelians i sèrbies van ser candidates al premi Nobel de la Pau
- 2001 el Jewish Peace Fellowship’s “Peacemaker Award”
- 1994 El premi de la ciutat San Giovanni d'Asso a Itàlia[23]
- 1991 Israeli Women in Black va guanyar l'Aachen Peace Prize